# Pilosocereus brasiliensis
Pilosocereus brasiliensis ist eine Pflanzenart in der Gattung Pilosocereus aus der Familie der Kakteengewächse (Cactaceae). Das Artepitheton brasiliensis bedeutet ‚aus Brasilien stammend‘.

## Beschreibung
Pilosocereus brasiliensis wächst strauchig mit aufrechten oder spreizklimmenden Trieben, ist nur wenig verzweigt und erreicht Wuchshöhen von 2 bis 4 Metern. Die grünen bis graugrünen Triebe haben Durchmesser von 4,5 bis zu 5,5 Zentimetern und sind nur wenig verholzt. Es sind 4 bis 6 Rippen vorhanden, auf denen sich schiefe Querfurchen befinden. Die darauf befindlichen Areolen sitzen auf Höckern. Aus ihnen entspringen lange Haare. Die anfangs rötlich braunen oder gelblich braunen Dornen vergrauen später. Es sind 1 bis 3 aufrechte Mitteldornen von 1 bis 3,8 Zentimeter Länge vorhanden, die auch fehlen können. Die 4 bis 15 ausgebreiteten Randdornen sind 3 bis 16 Millimeter lang. Ein blühfähiger Teil der Triebe ist nur leicht ausgeprägt. Die blühfähigen Areolen sind zerstreut über die Länge der Triebe angeordnet.
Die schmal trichterförmigen, weißen Blüten sind bis zu 4,5 Zentimeter lang und weisen Durchmesser von 2,5 bis 3 Zentimetern auf. Die niedergedrückt kugelförmigen Früchte sind bis zu 2 Zentimeter lang, reißen seitlich auf und enthalten ein magentafarbenes Fruchtfleisch.

## Systematik, Verbreitung und Gefährdung
Pilosocereus brasiliensis ist in den brasilianischen Bundesstaaten Espírito Santo, Bahia, Minas Gerais und Rio de Janeiro verbreitet.
Die Erstbeschreibung als Cephalocereus brasiliensis wurde 1920 von Nathaniel Lord Britton und Joseph Nelson Rose veröffentlicht. Curt Backeberg stellte sie 1960 in die Gattung Pilosocereus. Weitere nomenklatorische Synonyme sind Cereus brasiliensis (Britton & Rose) Luetzelb. (1926) und Pilocereus brasiliensis (Britton & Rose) Werderm. (1933).
Es werden folgende Unterarten unterschieden:
- Pilosocereus brasiliensis subsp. brasiliensis
- Pilosocereus brasiliensis subsp. ruschianus (Buining & Brederoo) Zappi

Die Unterart Pilosocereus brasiliensis subsp. brasiliensis wurde in der Roten Liste gefährdeter Arten der IUCN von 2002 als „Vulnerable (VU)“, d. h. gefährdet eingestuft. Nach der Überarbeitung der Liste 2013 wird die Art als „Least Concern (LC)“, d. h. als nicht gefährdet geführt und die Unterart Pilosocereus brasiliensis subsp. brasiliensis aus der Liste ausgeschlossen.

## Nachweise